# Point Perpendicular Light
Point Perpendicular Light ist ein Leuchtturm an der Südspitze der Beecroft Peninsula, am nördlichen Eingang der Jervis Bay in Australien.

## Gebäude
Der Leuchtturm Point Perpendicular Light ist 210 Kilometer von Sydney und 43 Kilometer von Nowra entfernt. Sein Zugang ist an 110 Tagen im Jahr gesperrt, weil an diesen Tagen Schießübungen der Australischen Marine stattfinden. Es ist ein 21,4 Meter hoher, historischer Leuchtturm, der von 1899 bis 1993 in Betrieb war. 1964 wurde er elektrifiziert. Der Turm hatte eine 120-Volt-Stromversorgung, die mit Dieselgeneratoren erzeugt wurde, und 1000-Watt-Quarz-Halogenlampen. Sein Licht reichte 42 Kilometer weit und die Leuchtkraft betrug 1.200.000 Cd.
Das Licht des alten Point Perpendicular Light wurde durch den letzten Leuchtturmwärter John Hampson am 17. November 1999 gelöscht, am hundertsten Jahrestag seiner Inbetriebnahme.
Seit 1993 befindet sich neben dem alten Point Perpendicular Light ein 19,3 Meter hoher Stahlturm, der in Skelettbauweise erbaut wurde und solarbetrieben ist.

## Denkmalschutz
Der Leuchtturm und die anderen Gebäude am Point Perpendicular und das auf der anderen Seite der Bucht liegende Cape St George Lighthouse werden im Australian Register of the National Trust als denkmalgeschützte Objekte gelistet. 

## Exklave
Das Australian Capital Territory erhielt das Jervis Bay Territory entsprechend dem Jervis Bay Territory Acceptance Act 1915, da es nach dem Seat of Government Acceptance Act 1909 einen eigenen Zugang zum Meer haben sollte. Innerhalb der Exklave Jervis Bay Territory bildet der Leuchtturm und ein Gebiet von rund 200 auf 200 Meter heute eine Exklave des Bundesstaats New South Wales.

## Bilder

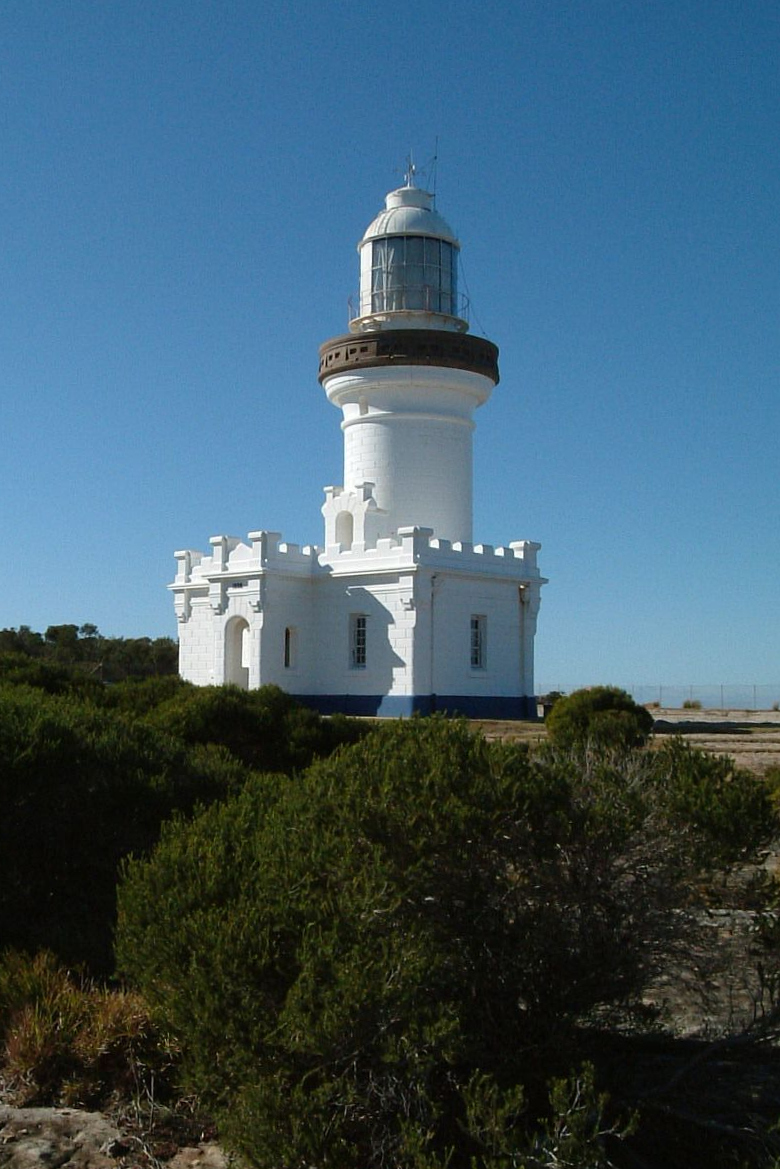
Point-Perpendicular-Leuchtturm
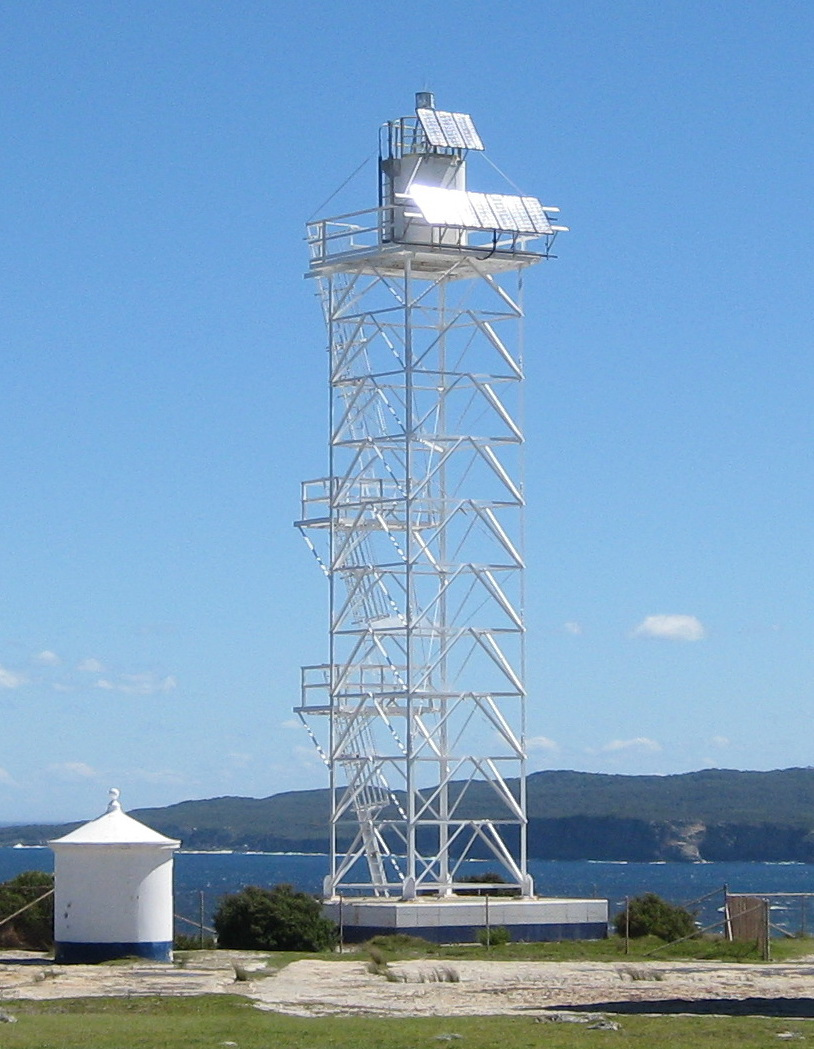
Der neue Leuchtturm in Skelettbauweise
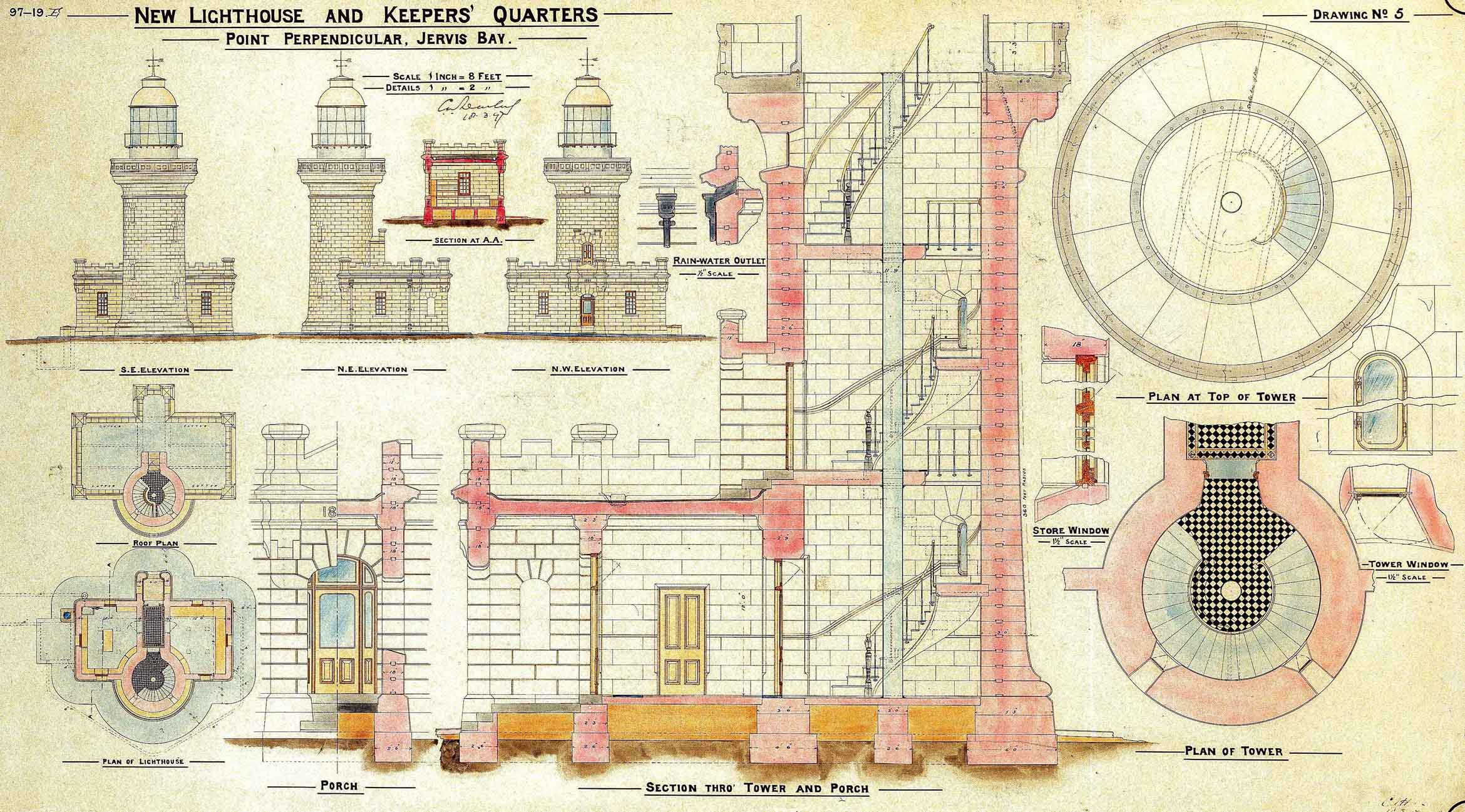
Historischer Bauplan